# ماكسين تشيشاير
ماكسين تشيشاير (بالإنجليزية: Maxine Cheshire)‏ هي صحفية أمريكية، ولدت في 5 أبريل 1930 في هارلان في الولايات المتحدة.